# 拉特蘭鎮區 (愛荷華州洪堡縣)
拉特蘭鎮區（英語：Rutland Township）是位於美國愛荷華州洪堡縣的一個行政鎮區。

## 地方資料
根據2010年美國人口普查的數據，拉特蘭鎮區的面積為90.00平方千米，當中陸地面積為89.20平方千米，而水域面積為0.80平方千米。當地共有人口529人，而人口密度為每平方千米5.88人。